# Sayaka Yamamoto
Sayaka Yamamoto (山本 彩?, Yamamoto Sayaka; Osaka, 14 luglio 1993) è un'idol giapponese, membro e leader del gruppo musicale NMB48.
Dal 2014 al 2016 ha fatto parte altresì delle AKB48, con le quali partecipa ancora all'incisione dei singoli e degli album in studio. Da solista ha invece pubblicato due album: Rainbow (2016) e Identity (2017).